# Культурный паттерн
Культу́рный па́ттерн (англ. cultural pattern; нем. Kulturmuster.) — преобладающие ценности и верования, характеризующие данную культуру и отличающие ее от других.
Сегодня культурный паттерн (культурный образец) это широкое понятие, включающее в себя и информацию о мире, и момент его оценки, и способы действия в нем человека, и стимулы таких действий. Культурным паттерном могут быть разнообразные явления культуры: материальные предметы, способы и манеры поведения, правовые или обыденные нормативы поступков людей, жанры и стили художественного творчества, формы экономических, политических, или религиозных отношений и т.д.
Роль культурного паттерна функциональная и развивающая, он является как стереотипной схемой поведения и  взаимодействия, позволяющей оценивать людей и их манипулирование с материальными предметами, так и самими предметами культуры, что позволяет каждому человеку исключить излишние затраты энергии, пребывая в привычной среде.

## История
Первые предпосылки к возникновению термина «культурный паттерн» появились в работе Кларка Уисслера «The American Indian; an introduction to the anthropology of the New World». Автор, рассуждая о причинах сходства культур, развивавшихся на одной территории, говорит о том, что во время исследования комплексов культурных черт, возникла «теория паттерна», которая заключается в том, что в определенный фазах культуры каждая ячейка общества развивает стиль или паттерн для своих отличительных характеристик, а заимствованные черты будут подстраиваться под этот паттерн.
Позднее, Уисслер вывел определенную структуру, по которой строится каждая существовавшая или существующая культура, вне зависимости от ее уровня развития. Он выделил 9 пунктов (Речь, Материальные составляющие, Искусство, Мифология, Религия, Семья и Общественный строй, Собственность, Форма правления и Ведение войны), каждый из которых состоял из набора признаков, составляющих комплекс черт, разнящихся для каждой культуры. Развитие культуры Уисслер понимал как развитие и обогащение этих комплексов, но лишь в пределах универсального шаблона.
Эту структуру ученый назвал «универсальным паттерном культуры». В его понимании, «культурный паттерн» обозначает универсальный шаблон.
В 1927 году выходит статья американского лингвиста и этнолога Эдварда Сепира «Бессознательные паттерны поведения в обществе». В своей работе автор рассуждает о поведении индивидуальном и поведении социальном, определяет их границы. Сепир называет социальное поведение механизмом, состоящим из элементов индивидуального поведения, которые зависят от культурных паттернов, господствующих в определенном историческом отрезке времени. Культурное поведение всегда ограничено паттерном и зависит не только от личного восприятия мира индивидом, но и от норм, принятых в обществе. Согласно Сепиру, культурный паттерн может быть определен как с точки зрения функции, так и с точки зрения формы, они неразрывно связаны. Для Сепира  культурный паттерн является теорией деятельности, обретающей  значение и смысл лишь в рамках отдельного общества. Бессознательность паттерна проистекает из неспособности индивида осмыслить границы, структурные особенности и значащие элементы своего поведения.
В 1934 году вышла книга американского антрополога Рут Бенедикт “Паттерны культуры”. Главная мысль работы заключена в том, что каждая культура рассматривается как отдельная личность – «Культура, как и личность, это более или менее согласованный паттерн мысли или действия». Автор считает, что культура выбирает из множества доступных характеристик лишь несколько, которые в дальнейшем станут ведущими личными качествами людей, проживающих в рамках данной культуры. Эти характеристики состоят из взаимосвязанных групп эстетических представлений и ценностей каждой культуры, которые складываются в единый гештальт, и он, в данном случае, именуется культурным паттерном. Рут Бенедикт полагала, что контент разных культур не сравним, но при этом можно сравнивать эквивалентные паттерны.
Позднее, американские антропологи Альфред Кребер и Клайд Клакхон издали работу "Culture. A Critical Review of Concepts and Definitions", в которой провели серьезное исследование и проанализировали множество различных определений культуры: «Культура состоит из прямых и косвенных паттернов поведения и паттернов для поведения, приобретенных и переданных при помощи символов, представляющих собой отличительные достижения групп, включая их воплощения в артефактах; ядро культуры представляет собой традиционные (например, происходящие из истории или отобранные) идеи и особенно относящиеся к этим идеям ценности; культурные системы могут, с одной стороны, рассматриваться как продукт произведенного действия, а с другой, как элемент, способствующий будущему действию».
Также британо-американский ученый Грегори Бейтсон занимался поиском некоего единого паттерна, способного отразить принципы организации отношений в любом существующем явлении. В 1972 году он написал работу “Экология разума”, где определил паттерн как: “такую совокупность событий или объектов, которая до некоторой степени позволяет такое угадывание, когда совокупность целиком для исследования недоступна”. Бейтсон полагал, что развитие культуры происходит за счет обновления ценностей в поворотные моменты истории, а следующие за ними новые паттерны следует искать в тех моментах, когда подвергаются изменению общие позиции.

## Обсуждение
Кребер в своей работе «Anthropology: Culture Patterns & Processes» пользуется термином «универсальный культурный паттерн», который был выведен Уисслером на основе исследований. Кребер подчеркивает значимость этого термина и называет его «генеральным планом, который в той или иной мере подходит каждой культуре». Кребер отметил четкость и удобство этой структуры: «Сразу же становится очевидным, что этот универсальный паттерн с его заголовками и подзаголовками напоминает оглавление книги. Он скорее раскрывает для нас объем темы, нежели знакомит с его качественной сущностью. За исключением незначительных вариаций, этот универсальный паттерн фактически идентичен с оглавлением книг о культуре, к примеру со стандартным этнографическим докладом о племени. Эти основные разделы стали бы обычными названиями для групп фактов, которые нам хочется выделить в любой культуре, основываясь на здравом смысле и коллективном опыте».
Мелвилл Джин Херсковиц, американский этнограф, антрополог и один из основателей африканистики, подвергнул сомнению простую классификацию культур по одному шаблону и привязанность лишь к одному общему паттерну. В одной из своих работ  он анализирует то, как негроидные расы, проживающие в Новом Свете или в Африке, избирательно перенимают отдельные аспекты культуры колонизаторов, сохраняя при этом свои традиции и обычаи или переплетая их с новыми. Например, религиозные верования в гораздо меньшей степени оказались подвергнуты влиянию, нежели характер экономической деятельности. Ученый отметил, что религиозный аспект является доминирующим для этой культуры, он перевешивает по своей значимости заработок денег, семейный и политический институты. Этот основной фактор, вызывающий наибольшую обеспокоенность в определенной культуре и ее самая существенная черта были названы автором «культурным фокусом». Таким образом, «культурный фокус» является феноменом, обеспечивающим культуру особым акцентом, который позволяет постороннему ощутить ее особый отличительный вкус и охарактеризовать в нескольких словах ее сущность. При контакте культур, принимающая сторона всегда будет оставлять неизменными аспекты, лежащие в ее культурном фокусе, а при насильственном навязывании чужой культуры доминантной группой, будет стремиться сохранять их как можно дольше(иногда это может стать случаем синкретизма или реинтерпретации чужой культуры). По этой причине, классификация Кларка Уисслера и Рут Бенедикт кажется Мелвиллу Херсковицу слишком упрощенной и лишенной необходимого акцентирования на отдельном аспекте.